# José Miguel Pérez-Sierra
José Miguel Pérez-Sierra (nacido en 1981) es un director de orquesta español.  Desde septiembre de 2023 es director musical del Teatro de la Zarzuela. Desde 2024 es director musical y artístico del Royal Ópera Festival de Cracovia.

## Biografía
José Miguel Pérez-Sierra comienza sus estudios musicales centrándose en el piano con José Ferrándiz. Se forma junto a Gabriele Ferro, de quien fue asistente en el Teatro San Carlo de Nápoles, el Teatro Massimo de Palermo y el Teatro Real de Madrid. Estudia con Gianluigi Gelmetti (Accademia Chigiana de Siena) y Colin Metters (Royal Academy de Londres). Entre 2004 y 2009 es asistente de Alberto Zedda. En 2009 y 2010 es adjunto del maestro Zedda en la dirección del Centre de Perfeccionament Plácido Domingo del Palacio de las Artes Reina Sofía de Valencia. Entre 2009 y 2012 colabora con Lorin Maazel asistiendo a sus ensayos en Valencia y Múnich.

### Carrera
Debuta en el podio en 2005 ante la Orquesta Sinfónica de Galicia.
En 2006 dirige Il viaggio a Reims en el Rossini Opera Festival de Pesaro, donde vuelve en 2011 para dirigir La scala di seta.
En 2024 presenta como director musical junto a Bárbara Lluch, directora de escena en el Teatro de la Zarzuela la ópera Marina de Emilio Arrieta.
Desde 2024 es director musical y artístico del Royal Opera Festival de Cracovia.

## Discografía
En 2013 graba para Naxos la ópera Ricciardo e Zoraide de Rossini. 